# Francis Grose

Francis Grose

Francis Grose (* 1758 in Greenland, Middlesex; † 8. Mai 1814 in Croydon, Surrey) war ein britischer Offizier und Vizegouverneur von New South Wales in Australien.

## Leben

### Frühes Leben
Grose wurde in Greenland, Middlesex, England, als ältester Sohn des Antiquars Francis Grose und der Catherine Jordan geboren. Grose trat 1775 in die British Army ein und erwarb ein Offizierspatent als Ensign des 52nd Regiment of Foot. Ein Jahr später wurde er zum Lieutenant befördert. Grose diente während des Amerikanischen Unabhängigkeitskriegs, in denen er in der Schlacht am Fort Montgomery und am Monmouth Court House verwundet wurde. 1779 zum Captain befördert, kehrte er nach England zurück und wurde dort Rekrutierungs-Offizier als Captain des 85th Regiment of Foot. Er stieg 1783 in den Rang eines Majors des 96th Regiment of Foot auf und im November 1789 wurde er Kommandeur des New South Wales Corps und Vizegouverneur der australischen Kolonie New South Wales.

### Australien
Grose erreichte Sydney am 14. Februar 1792 und wurde unter Gouverneur Arthur Phillip kolonialer Administrator, dessen Gesundheitszustand sich verschlechtert und eine Erlaubnis erhielt, Australien zu verlassen. Als Grose die Aufgabe von Arthur übernahm, betrug die Bevölkerung der Kolonie New South Wales 4.221 Personen, von denen 3.099 Sträflinge waren.
Nach der Missernte von 1793 kürzte Grose die Nahrungsmittelrationen der Sträflinge, nicht jedoch die der Angehörigen des New South Wales Corps und setzte somit eine weitere grundlegende Regel Phillips, der gleiche Rationen für alle verlangt hatte, außer Kraft. Des Weiteren hatte Phillip erkannt, dass eine Kontrolle über den Verkauf von Spirituosen umso mehr in Krisenzeit erforderlich war, weil es andernfalls negative Folgen haben würde, aber Grose unternahm keine Anstrengungen in dieser Richtung und große Missstände wie die Bezahlung des Lohnes mit Branntwein wurde üblich. Die Gepflogenheit der Offiziere Branntweinhandel zu betreiben, griff um sich und in der Zwischenzeit, bevor John Hunter kam, entwickelte sich in der Kolonie Trunk- und Spielsucht, Liederlichkeit und Kriminalität und die Offiziere gewannen die Kontrolle über den Handel mit Rum. Wie weit Grose für diesen Zustand verantwortlich zu machen ist, kann nicht exakt bestimmt werden. Darüber hinaus gab es Vorwürfe gegen Grose, dass er Garantien für Land an seine Freunde und willfährigen Offiziere ohne Rechtsgrundlage gab, wie auch denjenigen Offizieren, die seinen Weisungen zustimmten und ihm treu ergeben waren. Der gesunkene Stand der Moral, die Trinksucht der Bevölkerung und der Status der Kolonie besserte sich sehr, nachdem Grose am 17. Dezember 1794 nach England verlassen hatte. Jedoch lag diese Verbesserung nicht an Grose. Aller Wahrscheinlichkeit nach war die Verbesserung der Lage das Resultat besserer landwirtschaftlicher Methoden und damit besserer Versorgung der Bevölkerung nach der Krise. Phillip kürzte in Krisenzeit die Essensrationen sowohl des Militärs als auch der Sträflinge in gleichem Umfang und verteilte die Lasten, während Grose die Essensrationen der Militärs in der Krisenzeit nicht kürzte, verbesserte er sogar Konditionen seiner Truppen zum Landkauf.

### England
Im September 1794 war er zum Lieutenant-Colonel befördert worden. Nachdem er Australien verließ, bekleidete er zahlreiche Posten in der Armee, ohne aber direkt an den Kampfhandlungen Koalitionskriege teilzunehmen. Er war zunächst in England stationiert, wurde im Januar 1798 zum Colonel befördert und als Stabsoffizier nach Irland versetzt. 1805 wurde er zum Major-General befördert und in Gibraltar stationiert. 1807 kehrte er krankheitsbedingt nach England zurück, wo er sich mehrmals erfolglos um den Posten des Gouverneurs von New South Wales bewarb. 1809 wurde er erneut in Irland stationiert. 1811 stieg er in den Rang eines Lieutenant-General auf.
Die erste Frau von Grose verstarb im Januar 1813 und im April 1814 heiratete er Elizabeth Driver, die Witwe von William Paterson. Einen Monat später, am 8. Mai 1814 starb er in England.

## Werke
- A treatise on ancient Armor and Weapons. London 1786 (Volltext).